# Deltocephalus zephyrius
Deltocephalus zephyrius är en insektsart som beskrevs av Van Duzee 1925. Deltocephalus zephyrius ingår i släktet Deltocephalus och familjen dvärgstritar. Inga underarter finns listade i Catalogue of Life.